# Finn Carter
Finn Carter (* 8. März 1960 in den USA) ist eine US-amerikanische Schauspielerin, die durch die Horrorkomödie Tremors – Im Land der Raketenwürmer bekannt wurde.

## Leben
Finn Carter ist die Tochter des US-Politikers Hodding Carter. Im Alter von fünf Jahren begann sie ihre Ausbildung in Modern Jazz in Cambridge. In Mississippi trat sie in Schüleraufführungen auf. Ihre erste Gage erhielt sie im Alter von 14 Jahren, als sie in einem Pluto-Kostüm tanzte. Einen Sommer lang studierte sie an der San Francisco Ballet Company und besuchte danach zwei Jahre die Walnut Hills High School for the Performing Arts.
Mitte der 1980er Jahre begann sie ihre Karriere bei Film und Fernsehen. Ihre erste große Rolle hatte sie ab 1985 in der seit 1956 laufenden Fernsehserie Jung und Leidenschaftlich – Wie das Leben so spielt. 1990 war sie mit der weiblichen Hauptrolle im Kinofilm Tremors – Im Land der Raketenwürmer auf dem Karrierehöhepunkt angelangt. In der Folgezeit sah man sie vor allem im Fernsehen oder in B-Filmen.
Sie war einige Zeit mit dem Schauspieler Steven Weber verheiratet, den sie auf den Dreharbeiten zu Jung und Leidenschaftlich – Wie das Leben so spielt kennenlernte. In zweiter Ehe war sie mit Jim Woodruff verheiratet.

## Filmografie
- 1985–1987: Jung und Leidenschaftlich – Wie das Leben so spielt (As the World Turns, Fernsehserie, 15 Folgen)
- 1989: Den Träumen keine Chance (Dream Breakers, Fernsehfilm)
- 1989: Monsters (Fernsehserie, eine Folge)
- 1989: Die Uni meiner Träume (How I Got Into College)
- 1990: Tremors – Im Land der Raketenwürmer (Tremors)
- 1990: Die Ninja Cops (Nasty Boys, Fernsehserie, eine Folge)
- 1990: Die Spur des Todes (Revealing Evidence: Stalking the Honolulu Strangler, Fernsehfilm)
- 1990: Lifestories (Fernsehserie, eine Folge)
- 1990–1991: China Beach (Fernsehserie, vier Folgen)
- 1991: Law & Order (Fernsehserie, eine Folge)
- 1992: Sweet Justice
- 1994: Alles schön und Recht (Sweet Justice, Fernsehserie, eine Folge)
- 1995: Mord ist ihr Hobby (Murder, She Wrote, Fernsehserie, eine Folge)
- 1995: Diagnose: Mord (Diagnosis Murder, Fernsehserie, eine Folge)
- 1995: Emergency Room – Die Notaufnahme (ER, Fernsehserie, eine Folge)
- 1996: Secret Service Guy (Fernsehserie, sieben Folgen)
- 1996: Outer Limits – Die unbekannte Dimension (The Outer Limits, Fernsehserie, eine Folge)
- 1996: New York Cops – NYPD Blue (NYPD Blue, Fernsehserie, eine Folge)
- 1996: Das Attentat (Ghosts of Mississippi)
- 1997: Chicago Hope – Endstation Hoffnung (Chicago Hope, Fernsehserie, eine Folge)
- 1997: Verliebt in einen jüngeren Mann (Love in Another Town, Fernsehfilm)
- 1999: Profiler (Fernsehserie, eine Folge)
- 2000: Missing Pieces (Fernsehfilm)
- 2000: Für alle Fälle Amy (Judging Amy, Fernsehserie, eine Folge)
- 2001: Kate Brasher (Fernsehserie, eine Folge)
- 2001: FreakyLinks (Fernsehserie, eine Folge)
- 2001: Unsichtbare Bedrohung (Taking Back Our Town, Fernsehfilm)
- 2002: Strong Medicine: Zwei Ärztinnen wie Feuer und Eis (Strong Medicine, Fernsehserie, eine Folge)
- 2002: MDs (Fernsehserie, eine Folge)
- 2002: The Pennsylvania Miners’ Story (Fernsehfilm)
- 2003: CSI: Den Tätern auf der Spur  (CSI: Crime Scene Investigation, Fernsehserie, eine Folge)
- 2004: The Guardian – Retter mit Herz (The Guardian, Fernsehserie, eine Folge)
- 2005: Halfway Decent